# Giovanni Maria Zappi
Giovanni Maria Zappi (Tivoli, 1519 – Tivoli, 2 settembre 1596) è stato uno storico e biografo italiano.

## Biografia

### Contributo letterario

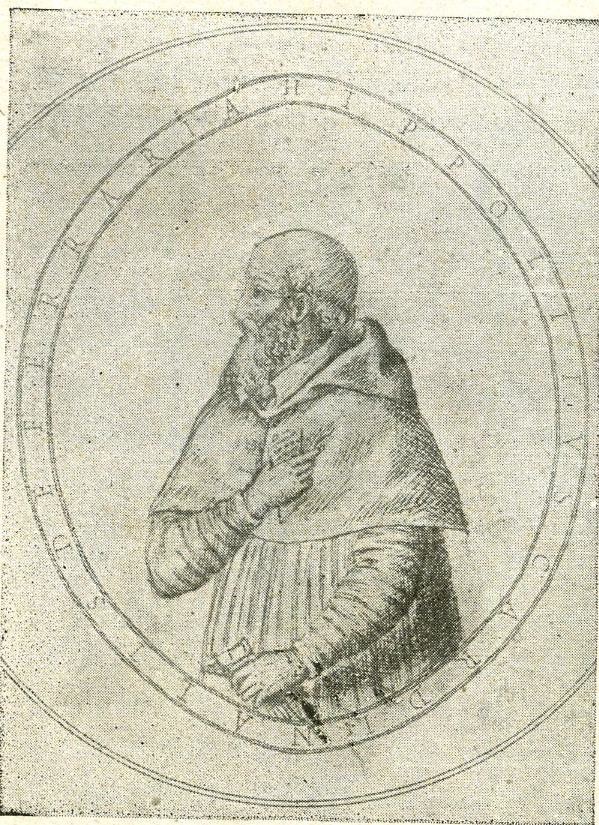
Il ritratto del cardinale Ippolito II d'Este in un disegno dell'epoca, eseguito dallo Zappi.

Ha scritto notizie storiche, aneddoti e varie curiosità intorno alla città di Tivoli. Il suo manoscritto, contenente anche alcuni disegni, tra i quali un ritratto di Ippolito II d'Este, venne trascritto nel 1920 dal padre della storiografia tiburtina Vincenzo Pacifici che intitolò il testo Annali e Memorie di Tivoli, nella Collana Studi e Fonti per la storia della regione tiburtina.
Particolare importanza assume la descrizione dell'arrivo a Tivoli il giorno 8 dicembre 1572 della salma del cardinale di Ferrara Ippolito II d'Este, che era deceduto a Roma il 2 dicembre 1572 e della successiva Messa di Requiem, che fu celebrata il giorno 9 dicembre 1572 nella Chiesa di Santa Maria Maggiore a Tivoli, meglio conosciuta come Chiesa di San Francesco.
Si pensava che questa descrizione fosse stata pubblicata in stampa solo nel 1920 dal Pacifici, ma il ritrovamento di un testo pubblicato probabilmente nello stesso anno della morte del cardinale ci rivela una pubblicazione già contemporanea agli avvenimenti.

## Opere
- Giovanni Maria Zappi, Annali e memorie di Tivoli (PDF), a cura di Vincenzo Pacifici, Tivoli, 1920  [1590].
- Giovanni Maria Zappi, Le solennissime essequie fatte nella città di Tivoli (PDF), in Roberto Borgia (a cura di), In memoria del cardinale di Ferrara Ippolito II d'Este nel cinquecentesimo anniversario della nascita (1509-2009), Ferrara, Vittorio Baldini Stampatore Ducale, 2009  [1587]. ()